# Rock Mafia
Rock Mafia ist ein US-amerikanisches Musikproduktions- und kompositionsduo, das aus Tim James und Antonina Armato besteht. Das Duo ist seit den frühen 2000ern aktiv und hat seitdem 38 Top-10-Singles produziert und über 50 Millionen Aufnahmen weltweit verkauft. Dabei hat es unter anderem mit Musikern wie Miley Cyrus, Tokio Hotel, Wyclef Jean und Aura Dione zusammengearbeitet.
Ende 2010 veröffentlichte Rock Mafia den Song The Big Bang, der unter anderem Teil des Soundtracks von FIFA 12 ist. Ihr Lied Fly or Die aus dem Jahr 2013 ist Teil des Soundtracks von FIFA 13, während das ein Jahr später erschienene Lied I Am Teil des Soundtracks von FIFA 14 ist.

## Diskografie
- 2010: The Big Bang
- 2012: Friends (mit Aura Dione)
- 2019: My Family (US: Gold, mit Migos, Karol G & Snoop Dogg)